# Sebastian Biederlack
Sebastian Biederlack, né le 16 septembre 1981 à Hambourg, est un joueur allemand de hockey sur gazon.
Il fait partie de l'équipe d'Allemagne de hockey sur gazon médaillée de bronze aux Jeux olympiques d'été de 2004 et championne olympique aux Jeux olympiques d'été de 2008.

## Palmarès

### Jeux olympiques
- Jeux olympiques d'été de 2004 à Athènes,  Grèce
  -  Médaille de bronze
- Jeux olympiques d'été de 2008 à Pékin,  Chine
  -  Médaille d'or

### Champions Trophy
- 2002: Médaille d'argent
- 2006: Médaille d'argent
- 2007: Médaille d'or

### Championnats d'Europe
- Championnat d'Europe de hockey sur gazon masculin 2003 à Barcelone,  Espagne
  -  Médaille d'or
- Championnat d'Europe de hockey sur gazon masculin 2005 à Leipzig,  Allemagne
  -  Médaille de bronze